# Jean Ambroise (mort en 1676)
Pour les articles homonymes, voir Jean Ambroise et Ambroise.
Jean Ambroise est un imprimeur français mort le 27 novembre 1676 à Laval.

## Biographie
Il habitait au Mans, dans la paroisse du Grand-Saint-Pierre, quand il épousa Marie Péguineau, paroissienne de Saint-Benoît, et d'une famille d'imprimeurs manceaux. On doit supposer que s'il n'est pas né au Mans, il y faisait du moins l'apprentissage ou le premier exercice de son métier.
Son mariage eut lieu le 9 janvier 1639, et son installation à Laval ne doit pas être de beaucoup antérieure à l'année 1658, époque où il y est certainement établi. Il prend, en 1674, le titre d'imprimeur du roi, et de Monseigneur le duc de la Trémoille, dans un acte par lequel il acquiert, en communauté avec sa femme, la closerie du Petit-Cocher de Changé. Il est mort en 1676, et sa veuve lui survécut 10 ans.

## Source
- Abbé Angot, « Histoire de l'imprimerie à Laval jusqu'en 1789 », Laval, imprimerie L. Moreau, 1892, extrait du Bulletin historique et archéologique de la Mayenne, 2e série, t. 6, 1893.